# Een wonder kost maar vijf piasters
Een wonder kost maar vijf piasters is een hoorspel naar een Oudturkse schelmengeschiedenis. Wilfried Schilling bewerkte ze en onder de titel Ein Wunder kostet nur fünf Piaster. Hörspiel nach einer alttürkischen Spitzbubengeschichte werd het hoorspel op 14 februari 1954 door de Süddeutscher Rundfunk uitgezonden. De KRO bracht het in een vertaling van Laurette Schneider op zondag 12 juni 1955. De regisseur was Willem Tollenaar. De uitzending duurde 53 minuten.

## Rolbezetting
- Eric van Ingen (Assim, een bedelaar uit Istanbul)
- Peter Aryans (Ghalib, z’n vriend)
- Johan Fiolet (de sultan)
- Betsy Smeets (Dschemileh, z’n dochter)
- Rickie Verheugen (Zarifeh, haar kamenier)
- Willem de Vries (de grootvizier)
- Rien van Noppen (de maharadja van Indië)
- Piet te Nuyl sr. (Nadschib, een zijdehandelaar)
- Daan van Ollefen (de eigenaar van het badhuis)
- Paul van der Lek & Han König (twee badknechten)
- Johan Wolder & Maarten Kapteijn (verdere medewerkenden)

## Inhoud
De schelm Assim zegt lachend tot zijn vriend: "Vijf maanden geleden hadden we niets anders dan een buik vol honger. Dan hadden we vijf piasters. Die hebben ons aan dure kleren geholpen. Die hebben ons aan rijke kennissen geholpen. Die hebben ons aan geld geholpen. Dat heeft ons aanzien verschaft. Dat heeft ons toegang tot de sultan verschaft, en dat heeft ons aan zijn dochter geholpen. Als je de draai kent, werkt het mechaniekje van het 'wonder' helemaal vanzelf." Een ‘wonder’ kost de schelm Assim dus slechts vijf piasters...